# 스타디온 막시미르
스타디온 막시미르(크로아티아어: Stadion Maksimir)는 크로아티아 자그레브에 위치한 경기장이다. 경기장 이름은 막시미르(Maksimir) 지역에 위치한 경기장이기 때문에 붙여진 이름이다. GNK 디나모 자그레브와 크로아티아 축구 국가대표팀의 홈 구장으로 사용되고 있으며 38,923명을 수용할 수 있다.
1912년 5월 5일 개장했으며 1997년 확장 공사가 진행되었다. 크로아티아 축구 국가대표팀은 16년 동안 이 곳에서 열린 경기에서 단 한 번도 패하지 않았지만 2008년 9월 10일에 열린 잉글랜드와의 경기에서 1-4로 패하면서 과거 자그레브에서 열린 경기에서 첫 패배를 기록하게 되었고 30경기 연속 자그레브 경기 무패 행진도 끝나게 된다.

## 기록

### 2002년 FIFA 월드컵 유럽 지역 예선
| 날짜             | 팀 1       | 스코어 | 팀 2       | 라운드 |
| ---------------- | ---------- | ------ | ---------- | ------ |
| 2000년 10월 11일 | 크로아티아 | 1 - 1  | 스코틀랜드 | 6조    |
| 2001년 10월 6일  | 크로아티아 | 1 - 0  | 벨기에     | 6조    |

## 사진

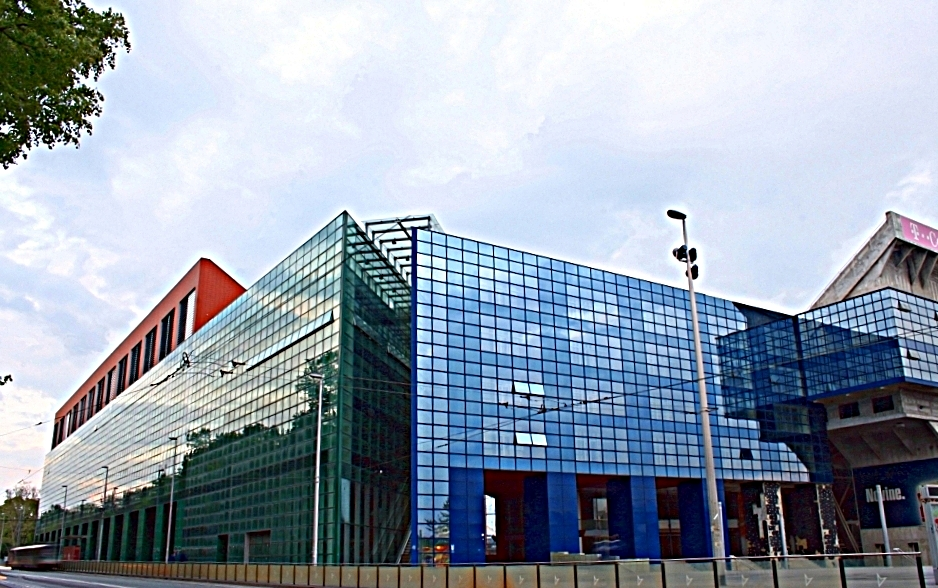
경기장 외관